# Liste des ministres belges de l'Emploi
Voici la liste des ministres de l'Emploi de Belgique depuis la création de la fonction en 1895. 

## Liste
| Portrait | Nom                                      | Début du mandat   | Fin du mandat     | Parti ou mouvance     | Gouvernement         |
| -------- | ---------------------------------------- | ----------------- | ----------------- | --------------------- | -------------------- |
| 1        | Albert Nyssens (1855-1901)               | 25 mai 1895       | 24 janvier 1899   | Parti catholique      | de Burlet            |
| 1        | Albert Nyssens (1855-1901)               | 25 mai 1895       | 24 janvier 1899   | Parti catholique      | de Smet de Naeyer I  |
| 2        | Gérard Cooreman (1852-1926)              | 24 janvier 1899   | 5 août 1899       | Parti catholique      | Vandenpeereboom      |
| 3        | Julien Liebaert (1848-1930)              | 5 août 1899       | 5 février 1900    | Parti catholique      | de Smet de Naeyer II |
| 4        | Arthur Surmont de Volsberghe (1837-1906) | 5 février 1900    | 9 août 1902       | Parti catholique      | de Smet de Naeyer II |
| 5        | Gustave Francotte (1852-1925)            | 9 août 1902       | 1er mai 1907      | Parti catholique      | de Smet de Naeyer II |
| 6        | Armand Hubert (1857-1940)                | 1er mai 1907      | 21 novembre 1918  | Parti catholique      | de Trooz             |
| 6        | Armand Hubert (1857-1940)                | 1er mai 1907      | 21 novembre 1918  | Parti catholique      | Schollaert           |
| 6        | Armand Hubert (1857-1940)                | 1er mai 1907      | 21 novembre 1918  | Parti catholique      | de Broqueville I     |
| 6        | Armand Hubert (1857-1940)                | 1er mai 1907      | 21 novembre 1918  | Parti catholique      | de Broqueville II    |
| 6        | Armand Hubert (1857-1940)                | 1er mai 1907      | 21 novembre 1918  | Parti catholique      | Cooreman             |
| 7        | Joseph Wauters (1875-1929)               | 21 novembre 1918  | 24 octobre 1921   | POB                   | Delacroix I          |
| 7        | Joseph Wauters (1875-1929)               | 21 novembre 1918  | 24 octobre 1921   | POB                   | Delacroix II         |
| 7        | Joseph Wauters (1875-1929)               | 21 novembre 1918  | 24 octobre 1921   | POB                   | Carton de Wiart      |
| 8        | Ernest Mahaim (1865-1938)                | 24 octobre 1921   | 16 décembre 1921  | Parti libéral         | Carton de Wiart      |
| 9        | Romain Moyersoen (1870-1967)             | 16 décembre 1921  | 11 mars 1924      | Parti catholique      | Theunis I            |
| 10       | Paul Tschoffen (1878-1961)               | 11 mars 1924      | 5 avril 1925      | Parti catholique      | Theunis I            |
| 10       | Paul Tschoffen (1878-1961)               | 11 mars 1924      | 5 avril 1925      | Parti catholique      | Vande Vyvere         |
| (7)      | Joseph Wauters (1875-1929)               | 5 avril 1925      | 22 novembre 1927  | POB                   | Poullet              |
| (7)      | Joseph Wauters (1875-1929)               | 5 avril 1925      | 22 novembre 1927  | POB                   | Jaspar I             |
| 11       | Hendrik Heyman (1879-1958)               | 22 novembre 1927  | 17 décembre 1932  | Parti catholique      | Jaspar II            |
| 11       | Hendrik Heyman (1879-1958)               | 22 novembre 1927  | 17 décembre 1932  | Parti catholique      | Renkin               |
| 11       | Hendrik Heyman (1879-1958)               | 22 novembre 1927  | 17 décembre 1932  | Parti catholique      | de Broqueville III   |
| 12       | Philip Van Isacker (1884-1951)           | 17 décembre 1932  | 29 novembre 1934  | Parti catholique      | de Broqueville III   |
| 13       | Edmond Rubbens (1894-1938)               | 29 novembre 1934  | 25 mars 1935      | Parti catholique      | Theunis II           |
| 14       | Achille Delattre (1879-1964)             | 25 mars 1935      | 22 février 1939   | POB                   | Van Zeeland I        |
| 14       | Achille Delattre (1879-1964)             | 25 mars 1935      | 22 février 1939   | POB                   | Van Zeeland II       |
| 14       | Achille Delattre (1879-1964)             | 25 mars 1935      | 22 février 1939   | POB                   | Janson               |
| 14       | Achille Delattre (1879-1964)             | 25 mars 1935      | 22 février 1939   | POB                   | Spaak I              |
| 15       | Arthur Wauters (1890-1960)               | 22 février 1939   | 18 avril 1939     | POB                   | Pierlot I            |
| 16       | Antoine Delfosse (1895-1980)             | 18 avril 1939     | 3 septembre 1939  | Bloc Catholique Belge | Pierlot II           |
| 17       | August Balthazar (1893-1952)             | 3 septembre 1939  | 28 mai 1940       | POB                   | Pierlot III          |
| 18       | Gustave Joassart (1880-1953)             | 19 février 1942   | 16 juillet 1943   | extra-parlementaire   | Pierlot IV           |
| 19       | Joseph Bondas (1881-1957)                | 3 septembre 1943  | 26 septembre 1944 | POB                   | Pierlot IV           |
| 20       | Achille Van Acker (1898-1975)            | 26 septembre 1944 | 2 août 1945       | PSB-BSP               | Pierlot V            |
| 20       | Achille Van Acker (1898-1975)            | 26 septembre 1944 | 2 août 1945       | PSB-BSP               | Pierlot VI           |
| 21       | Léon-Éli Troclet (1902-1980)             | 2 août 1945       | 13 mars 1946      | PSB-BSP               | Van Acker I          |
| 21       | Léon-Éli Troclet (1902-1980)             | 2 août 1945       | 13 mars 1946      | PSB-BSP               | Van Acker II         |
| (20)     | Achille Van Acker (1898-1975)            | 13 mars 1946      | 31 mars 1946      | PSB-BSP               | Spaak II             |
| (21)     | Léon-Éli Troclet (1902-1980)             | 31 mars 1946      | 11 août 1949      | PSB-BSP               | Van Acker III        |
| (21)     | Léon-Éli Troclet (1902-1980)             | 31 mars 1946      | 11 août 1949      | PSB-BSP               | Huysmans             |
| (21)     | Léon-Éli Troclet (1902-1980)             | 31 mars 1946      | 11 août 1949      | PSB-BSP               | Spaak III            |
| (21)     | Léon-Éli Troclet (1902-1980)             | 31 mars 1946      | 11 août 1949      | PSB-BSP               | Spaak IV             |
| 22       | Oscar Behogne (1900-1970)                | 11 août 1949      | 16 août 1950      | PSC-CVP               | G. Eyskens I         |
| 22       | Oscar Behogne (1900-1970)                | 11 août 1949      | 16 août 1950      | PSC-CVP               | Duvieusart           |
| 23       | Geeraard Van Den Daele (1908-1984)       | 16 août 1950      | 23 avril 1954     | PSC-CVP               | Pholien              |
| 23       | Geeraard Van Den Daele (1908-1984)       | 16 août 1950      | 23 avril 1954     | PSC-CVP               | Van Houtte           |
| (21)     | Léon-Éli Troclet (1902-1980)             | 23 avril 1954     | 26 juin 1958      | PSB-BSP               | Van Acker IV         |
| 24       | Léon Servais (1907-1975)                 | 26 juin 1958      | 3 septembre 1960  | PSC-CVP               | G. Eyskens II        |
| 24       | Léon Servais (1907-1975)                 | 26 juin 1958      | 3 septembre 1960  | PSC-CVP               | G. Eyskens III       |
| 25       | Yves Urbain (1914-1971)                  | 3 septembre 1960  | 25 avril 1961     | PSC-CVP               | G. Eyskens IV        |
| (24)     | Léon Servais (1907-1975)                 | 25 avril 1961     | 17 juin 1968      | PSC-CVP               | Lefèvre              |
| (24)     | Léon Servais (1907-1975)                 | 25 avril 1961     | 17 juin 1968      | PSC-CVP               | Harmel               |
| (24)     | Léon Servais (1907-1975)                 | 25 avril 1961     | 17 juin 1968      | PSC-CVP               | Vanden Boeynants I   |
| 26       | Louis Major (1902-1985)                  | 17 juin 1968      | 26 janvier 1973   | PSB-BSP               | G. Eyskens V         |
| 26       | Louis Major (1902-1985)                  | 17 juin 1968      | 26 janvier 1973   | PSB-BSP               | G. Eyskens VI        |
| 27       | Ernest Glinne (1931-2009)                | 26 janvier 1973   | 25 avril 1974     | PSB-BSP               | Leburton I           |
| 27       | Ernest Glinne (1931-2009)                | 26 janvier 1973   | 25 avril 1974     | PSB-BSP               | Leburton II          |
| 28       | Alfred Califice (1916-1999)              | 25 avril 1974     | 3 juin 1977       | PSC                   | Tindemans I          |
| 28       | Alfred Califice (1916-1999)              | 25 avril 1974     | 3 juin 1977       | PSC                   | Tindemans II         |
| 28       | Alfred Califice (1916-1999)              | 25 avril 1974     | 3 juin 1977       | PSC                   | Tindemans III        |
| 29       | Guy Spitaels (1931-2012)                 | 3 juin 1977       | 3 avril 1979      | PS                    | Tindemans IV         |
| 29       | Guy Spitaels (1931-2012)                 | 3 juin 1977       | 3 avril 1979      | PS                    | Vanden Boeynants II  |
| 30       | Roger De Wulf (1929-2016)                | 3 avril 1979      | 17 décembre 1981  | SP                    | Martens I            |
| 30       | Roger De Wulf (1929-2016)                | 3 avril 1979      | 17 décembre 1981  | SP                    | Martens II           |
| 30       | Roger De Wulf (1929-2016)                | 3 avril 1979      | 17 décembre 1981  | SP                    | Martens III          |
| 30       | Roger De Wulf (1929-2016)                | 3 avril 1979      | 17 décembre 1981  | SP                    | Martens IV           |
| 30       | Roger De Wulf (1929-2016)                | 3 avril 1979      | 17 décembre 1981  | SP                    | M. Eyskens           |
| 31       | Michel Hansenne (1940-)                  | 17 décembre 1981  | 9 mai 1988        | PSC                   | Martens V            |
| 31       | Michel Hansenne (1940-)                  | 17 décembre 1981  | 9 mai 1988        | PSC                   | Martens VI           |
| 31       | Michel Hansenne (1940-)                  | 17 décembre 1981  | 9 mai 1988        | PSC                   | Martens VII          |
| 32       | Luc Van den Brande (1945-)               | 9 mai 1988        | 7 mars 1992       | CVP                   | Martens VIII         |
| 32       | Luc Van den Brande (1945-)               | 9 mai 1988        | 7 mars 1992       | CVP                   | Martens IX           |
| 33       | Miet Smet (1943-)                        | 7 mars 1992       | 12 juillet 1999   | CVP                   | Dehaene I            |
| 33       | Miet Smet (1943-)                        | 7 mars 1992       | 12 juillet 1999   | CVP                   | Dehaene II           |
| 34       | Laurette Onkelinx (1958-)                | 12 juillet 1999   | 11 juillet 2003   | PS                    | Verhofstadt I        |
| 35       | Frank Vandenbroucke (1955-)              | 11 juillet 2003   | 18 juillet 2004   | sp.a                  | Verhofstadt II       |
| 36       | Peter Vanvelthoven (1962-)               | 18 juillet 2004   | 21 décembre 2007  | sp.a                  | Verhofstadt II       |
| 37       | Josly Piette (1943-)                     | 21 décembre 2007  | 20 mars 2008      | cdH                   | Verhofstadt III      |
| 38       | Joëlle Milquet (1961-)                   | 20 mars 2008      | 6 décembre 2011   | cdH                   | Leterme I            |
| 38       | Joëlle Milquet (1961-)                   | 20 mars 2008      | 6 décembre 2011   | cdH                   | Van Rompuy           |
| 38       | Joëlle Milquet (1961-)                   | 20 mars 2008      | 6 décembre 2011   | cdH                   | Leterme II           |
| 39       | Monica De Coninck (1956-)                | 6 décembre 2011   | 11 octobre 2014   | sp.a                  | Di Rupo              |
| 40       | Kris Peeters (1962-)                     | 11 octobre 2014   | 27 juin 2019      | CD&V                  | Michel I             |
| 40       | Kris Peeters (1962-)                     | 11 octobre 2014   | 27 juin 2019      | CD&V                  | Michel II            |
| 41       | Wouter Beke (1974-)                      | 27 juin 2019      | 3 décembre 2019   | CD&V                  |                      |
| 42       | Nathalie Muylle (1969-)                  | 3 décembre 2019   | 1er octobre 2020  | CD&V                  |                      |
| 42       | Nathalie Muylle (1969-)                  | 3 décembre 2019   | 1er octobre 2020  | CD&V                  | Michel II            |
| 42       | Nathalie Muylle (1969-)                  | 3 décembre 2019   | 1er octobre 2020  | CD&V                  | Wilmès I             |
| 42       | Nathalie Muylle (1969-)                  | 3 décembre 2019   | 1er octobre 2020  | CD&V                  | Wilmès II            |
| 43       | Pierre-Yves Dermagne (1980-)             | 1er octobre 2020  | 3 février 2025    | PS                    | De Croo              |
| 44       | David Clarinval (1976-)                  | 3 février 2025    | en fonction       | MR                    | De Wever             |